# Kedondong (Tulangan)
Kedondong is een bestuurslaag in het regentschap Sidoarjo van de provincie Oost-Java, Indonesië. Kedondong telt 3355 inwoners (volkstelling 2010).